# Río Neda
Para la localidad coruñesa véase Neda (La Coruña)
Neda (Νέδα) es el antiguo nombre de un río del Peloponeso que nace en Arcadia, en el monte Cerausio, una parte del Liceo. Corría en dirección oeste pasando por Figalia y formando el límite entre Arcadia y Mesenia, y después entre Élide y Mesenia. Pausanias menciona un ritual antiguo en el que los niños de Figalia se cortaban el cabello en honor del río. En la parte más próxima al mar era navegable para barcos pequeños. Desagua en el mar Jónico. Es el moderno Buzi.